# باندنیتس
باندنیتس (به آلمانی: Bandenitz) یک شهر در آلمان است که در لودویگسلوست-پارشیم واقع شده‌است. باندنیتس ۵۰۶ نفر جمعیت دارد.